# Olga (Rosja)
Olga – osiedle typu miejskiego w Rosji, w Kraju Nadmorskim. W 2010 roku liczyło 4026 mieszkańców.

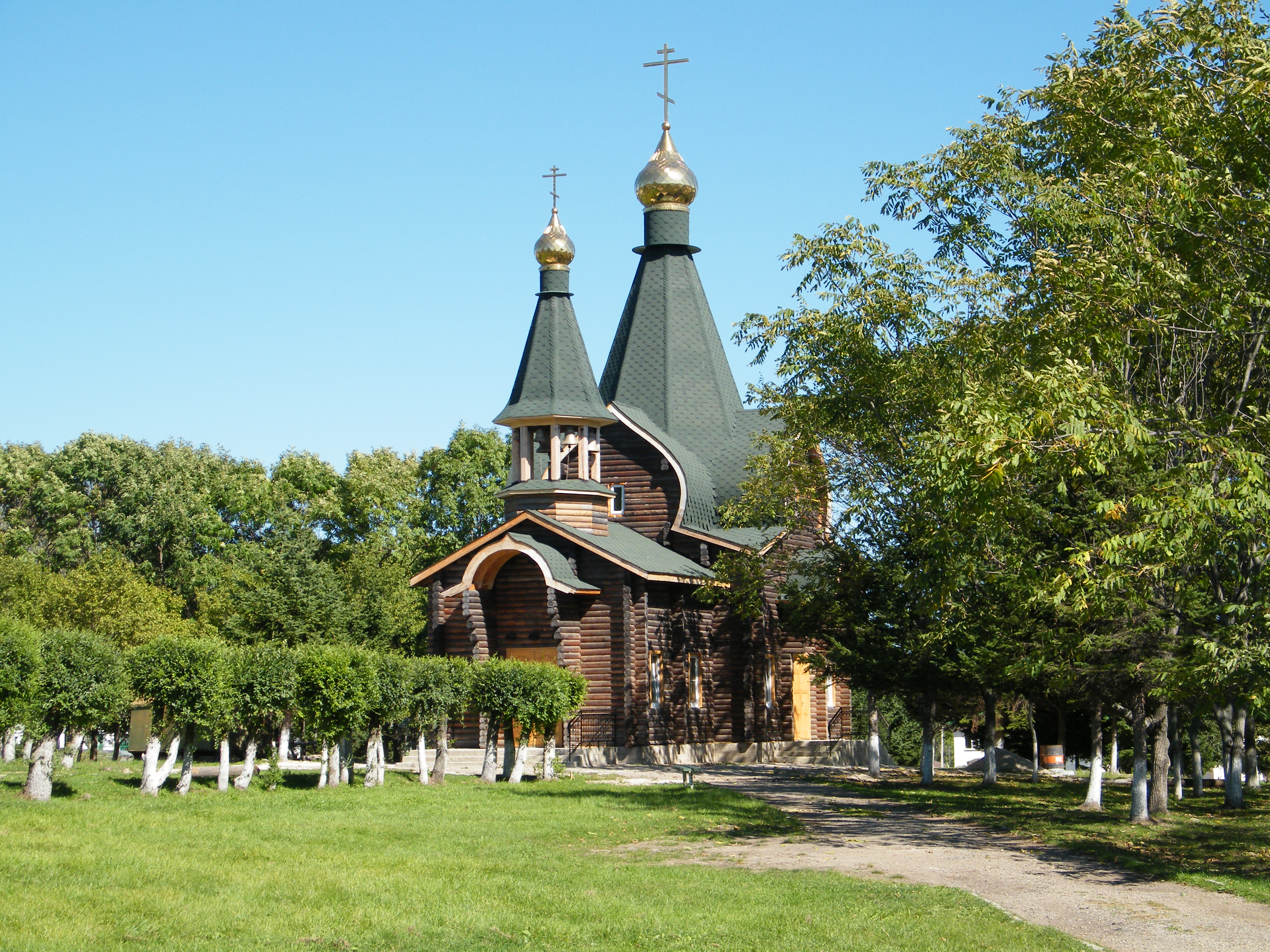
Cerkiew św. Olgi